# ديبورا ييتس
ديبورا ييتس (بالإنجليزية: Deborah Yates)‏ هي راقصة أمريكية، ولدت في 5 يونيو 1970 في جاكسونفيل في الولايات المتحدة.

## وصلات خارجية
- ديبورا ييتس على موقع IMDb (الإنجليزية)
- ديبورا ييتس على موقع قاعدة بيانات برودواي على الإنترنت (الإنجليزية)
- ديبورا ييتس على موقع قاعدة بيانات الفيلم (الإنجليزية)